# Заячківська сільська рада
Заячківська сільська́ ра́да — адміністративно-територіальна одиниця та орган місцевого самоврядування у Христинівському районі Черкаської області. Адміністративний центр — село Заячківка.

## Загальні відомості
- Населення ради: 635 осіб (станом на 2001 рік)

## Населені пункти
Сільській раді були підпорядковані населені пункти:
- с. Заячківка

## Склад ради
Рада складалася з 14 депутатів та голови.
- Голова ради: Іванишин Юрій Вікторович
- Секретар ради: Чорноконь Віра Сергіївна

### Керівний склад попередніх скликань
| Прізвище, ім'я, по батькові | Основні відомості                                                                                    | Дата обрання | Дата звільнення |
| --------------------------- | --- | ------------ | --------------- |
| Іванишин Юрій Вікторович    | Сільський голова, 1962 року народження, освіта середня спеціальна, безпартійний                      | 26.03.2006   | 31.10.2010      |
| Іванишин Юрій Вікторович    | Сільський голова, 1962 року народження, освіта середня спеціальна, член Комуністичної партії України | 31.10.2010   |                 |

Примітка: таблиця складена за даними сайту Верховної Ради України

### Депутати
За результатами місцевих виборів 2010 року депутатами ради стали:

#### За суб'єктами висування
| Суб'єкт висування                                       | Кількість обраних депутатів | %    |
| ------------------------------------------------------- | --------------------------- | ---- |
| Політична партія Всеукраїнське об'єднання «Батьківщина» | 5                           | 35,7 |
| Самовисування                                           | 4                           | 28,6 |
| Соціалістична партія України                            | 3                           | 21,4 |
| Комуністична партія України                             | 2                           | 14,3 |

#### За округами
| № округу                                                | Прізвище, ім'я, по батькові        | Дата визнання обраним | Освіта             | Партійна приналежність                        | Відомості про обраного депутата                           |
| ------------------------------------------------------- | ---------------------------------- | --------------------- | ------------------ | --------------------------------------------- | --------------------------------------------------------- |
| Комуністична партія України                             |                                    |                       |                    |                                               |                                                           |
| 6                                                       | Загранична Віра Андріївна          | 05.11.2010            | середня спеціальна | позапартійна                                  | СТОВ АФ «Заячківка», зоотехнік                            |
| 14                                                      | Чорноконь Віра Сергіївна           | 05.11.2010            | середня            | позапартійна                                  | Заячків-ська сільська рада, секре-тар                     |
| Політична партія Всеукраїнське об'єднання «Батьківщина» |                                    |                       |                    |                                               |                                                           |
| 4                                                       | Ковальчук Оксана Василівна         | 05.11.2010            | вища               | член Всеукраїнського об'єднання «Батьківщина» | СТОВ АФ «Заячківка», заступник голов-ного бухгал-тера     |
| 8                                                       | Ковальчук Наталія Анатоліївна      | 05.11.2010            | середня спеціальна | позапартійна                                  | Заячківська сільська рада, землевпорядник                 |
| 9                                                       | Руденко Любов Василівна            | 05.11.2010            | середня            | позапартійна                                  | Заячківська загальноосвітня школа I-III ст., техпрацівник |
| 11                                                      | Святецька Галина Михайлівна        | 05.11.2010            | середня            | позапартійна                                  | тимчасово не працює                                       |
| 13                                                      | Яворська Валентина Василівна       | 05.11.2010            | середня спеціальна | позапартійна                                  | Дитячий дошкільний заклад, вихователь                     |
| Соціалістична партія України                            |                                    |                       |                    |                                               |                                                           |
| 3                                                       | Пахоменко Володимир Вікторович     | 05.11.2010            | середня спеціальна | член Соціалістичної партії України            | тимчасово не працює                                       |
| 5                                                       | Ревнюк Григорій Анатолійович       | 05.11.2010            | середня спеціальна | член Соціалістичної партії України            | СТОВ АФ «Заячківка», слюсар                               |
| 12                                                      | Сімінський Володимир Володимирович | 05.11.2010            | середня спеціальна | член Соціалістичної партії України            | тимчасово не працює                                       |
| Самовисування                                           |                                    |                       |                    |                                               |                                                           |
| 1                                                       | Яковенко Микола Борисович          | 05.11.2010            | середня            | позапартійний                                 | СТОВ АФ «Заячківка», трак-торист                          |
| 2                                                       | Ковальчук Олександр Сергійович     | 05.11.2010            | вища               | позапартійний                                 | Заячківська сільська рада, спеціаліст другої категорії    |
| 7                                                       | Дубова-Ревнюк Вікторія Вікторівна  | 05.11.2010            | середня спеціальна | позапартійна                                  | СТОВ АФ «Заячківка», комірник                             |
| 10                                                      | Святецька Олена Миколаївна         | 05.11.2010            | середня спеціальна | позапартійна                                  | СТОВ АФ «Заячківка», касир                                |